# Grande Prêmio da Bélgica de 1953
O Grande Prêmio da Bélgica de Fórmula 1 foi realizado em Spa-Francorchamps em 21 de junho de 1953. Quarta etapa da temporada, foi vencida pelo italiano Alberto Ascari.

## Classificação da prova
| Pos. | Nº | Piloto                            | Construtor            | Voltas | Tempo/Diferença | Grid | Pontos |
| ---- | -- | --------------------------------- | --------------------- | ------ | --------------- | ---- | ------ |
| 1    | 10 | Alberto Ascari                    | Ferrari               | 36     | 2:38:30.3       | 2    | 8      |
| 2    | 8  | Luigi Villoresi                   | Ferrari               | 36     | + 2:48.2        | 5    | 6      |
| 3    | 28 | Onofre Marimón                    | Maserati              | 35     | + 1 volta       | 6    | 4      |
| 4    | 30 | Toulo de Graffenried              | Maserati              | 35     | + 1 volta       | 9    | 3      |
| 5    | 18 | Maurice Trintignant               | Gordini               | 35     | + 1 volta       | 8    | 2      |
| 6    | 14 | Mike Hawthorn                     | Ferrari               | 35     | + 1 volta       | 7    |        |
| 7    | 20 | Harry Schell                      | Gordini               | 33     | + 3 voltas      | 12   |        |
| 8    | 32 | Louis Rosier                      | Ferrari               | 33     | + 3 voltas      | 13   |        |
| 9    | 38 | Fred Wacker                       | Gordini               | 32     | + 4 voltas      | 15   |        |
| 10   | 24 | Paul Frère                        | HWM-Alta              | 30     | + 6 voltas      | 11   |        |
| 11   | 40 | André Pilette                     | Connaught-Lea-Francis | 29     | + 7 voltas      | 18   |        |
| Ret  | 6  | Johnny Claes† Juan Manuel Fangio† | Maserati              | 35     | Acidente        | 10   |        |
| Ret  | 22 | Lance Macklin                     | HWM-Alta              | 19     | Motor           | 17   |        |
| Ret  | 12 | Giuseppe Farina                   | Ferrari               | 16     | Motor           | 4    |        |
| Ret  | 4  | Juan Manuel Fangio                | Maserati              | 13     | Motor           | 1    |        |
| Ret  | 2  | José Froilán González             | Maserati              | 11     | Acelerador      | 3    | 1      |
| Ret  | 16 | Jean Behra                        | Gordini               | 9      | Motor           | 14   |        |
| Ret  | 26 | Peter Collins                     | HWM-Alta              | 4      | Embreagem       | 16   |        |
| Ret  | 34 | Georges Berger                    | Simca-Gordini         | 3      | Motor           | 20   |        |
| Ret  | 36 | Arthur Legat                      | Veritas               | 0      | Transmissão     | 19   |        |
| DNS  | 42 | Jacques Swaters                   | Ferrari               |        | Não largou      |      |        |
| DNS  | 44 | Charles de Tornaco                | Ferrari               |        | Não largou      |      |        |